# Qingling Motors
Pour les articles homonymes, voir Qingling.
 (février 2019).
Le contenu est difficilement compréhensible vu les erreurs de traduction, qui sont peut-être dues à l'utilisation d'un logiciel de traduction automatique.
Qingling Motors Co., Ltd (庆 铃 汽车 有限公司) dont le siège est à Chongqing est un des fabricants de véhicules automobiles et commerciaux chinois, en place depuis mai 1985. Le travail sous la direction du Président Wu Yun fonctionne comme une coentreprise dans laquelle le Qingling Motors (Group) Co., Ltd. représente le principal actionnaire avec une participation de 50,1%. La société japonaise Isuzu participe avec une participation de 20% dans la société. Sur la construction de l'usine pour un investissement total de 2,482 millions de RMB[Quoi ?]. Environ 3 050 employés travaillent actuellement à l'usine.
Qingling exporte en Chine l'Isuzu Trooper comme un modèle d'importation de 1983 à 2005. À ce moment, les modèles ont été obtenus à partir du Japon.
À l'automne de 1987, on a ajouté la production de l'Isuzu Pika. Trois ans plus tard, elle a été suivie par l'Isuzu Leopard, un modèle plus puissant. Depuis près de dix ans, il était le modèle le plus vendu de Isuzu de la République populaire de Chine. Le premier SUV, introduit en 1993, était le Mu Isuzu. Comme un modèle sportif pur de 1997, la compagnie a offert en quantités limitées, la Tiejingang Isuzu qui est le modèle jumeau du japonais Isuzu VehiCROSS. Le nom du modèle signifie «Roi de Fer". En 2003, le fabricant rafraîchit la gamme de modèles avec le Isuzu Jingjizhe et un hybride optique de Isuzu TF et Isuzu Rodeo et remplace le Mu. L'Isuzu Duogongnengche est un modèle local, qui est une version mise à jour du Isuzu MU-7. Les deux modèles sont exclusivement réservés pour le marché chinois.
Dans le secteur des véhicules utilitaires, la société fabrique le Isuzu F-Series et Isuzu Lingqingka, et la version chinoise de l'Isuzu Elf est produite. Le plus récent modèle de la gamme depuis 2010 est le Isuzu 700P.
Qingling Motors produit environ 100 000 véhicules par an pour le marché local.
Le 29 février 2016, le Ministère de l'Industrie et des Technologies de l'information a fermé Qingling Motors et 12 autres constructeurs automobiles qui n’ont pas satisfait aux évaluations de production obligatoires pendant deux années consécutives.

## Modèles

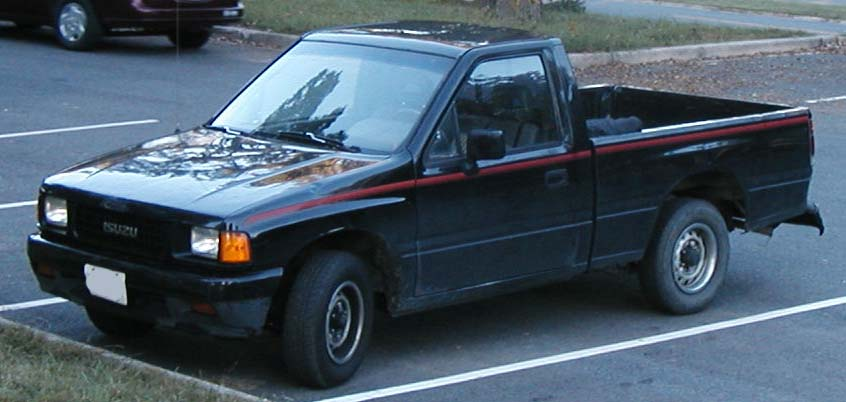
Isuzu Pika 庆铃皮卡 1987 - 1991
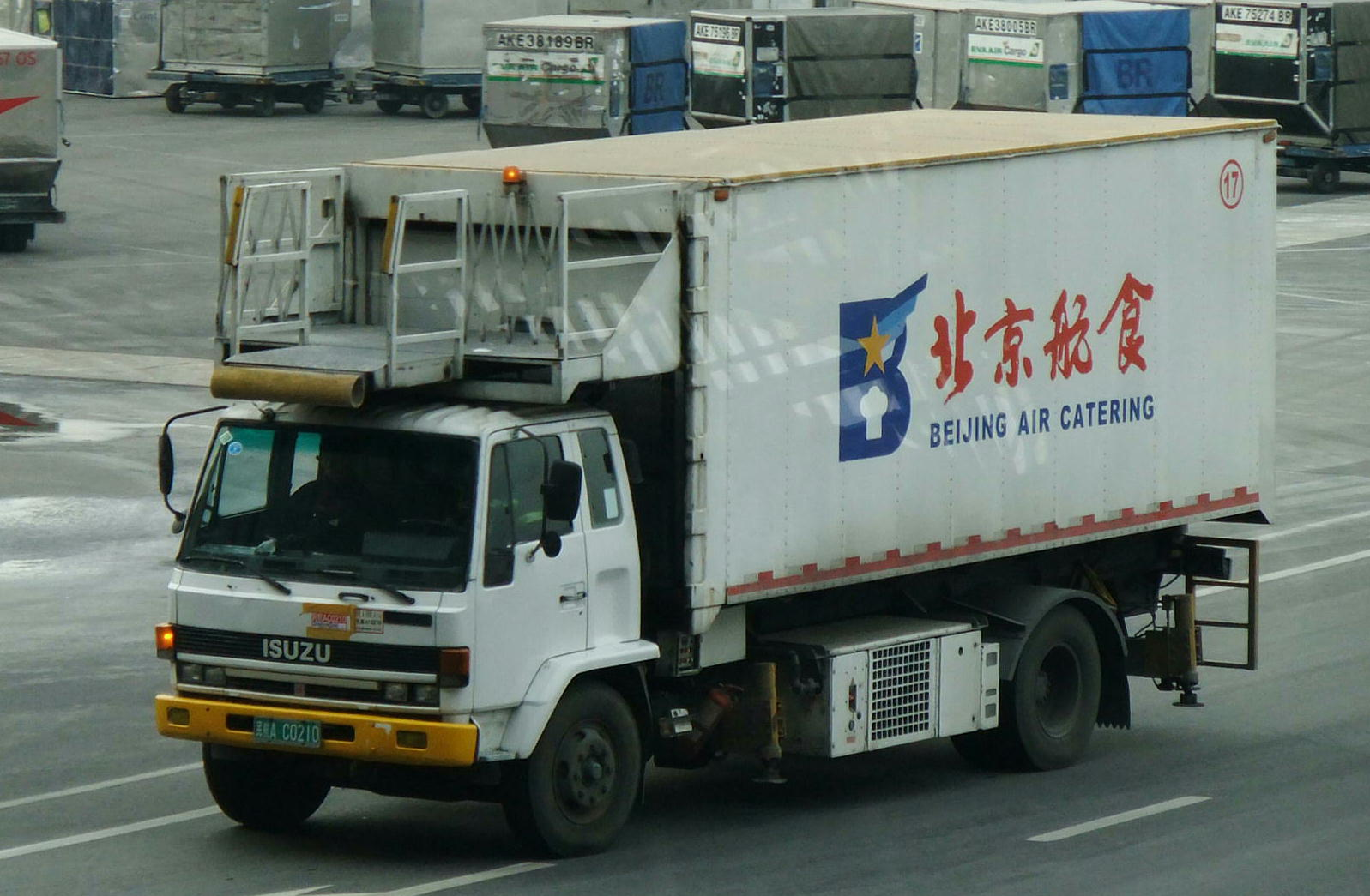
Isuzu F-Serie 庆铃F重型商用车 1984 - 1996
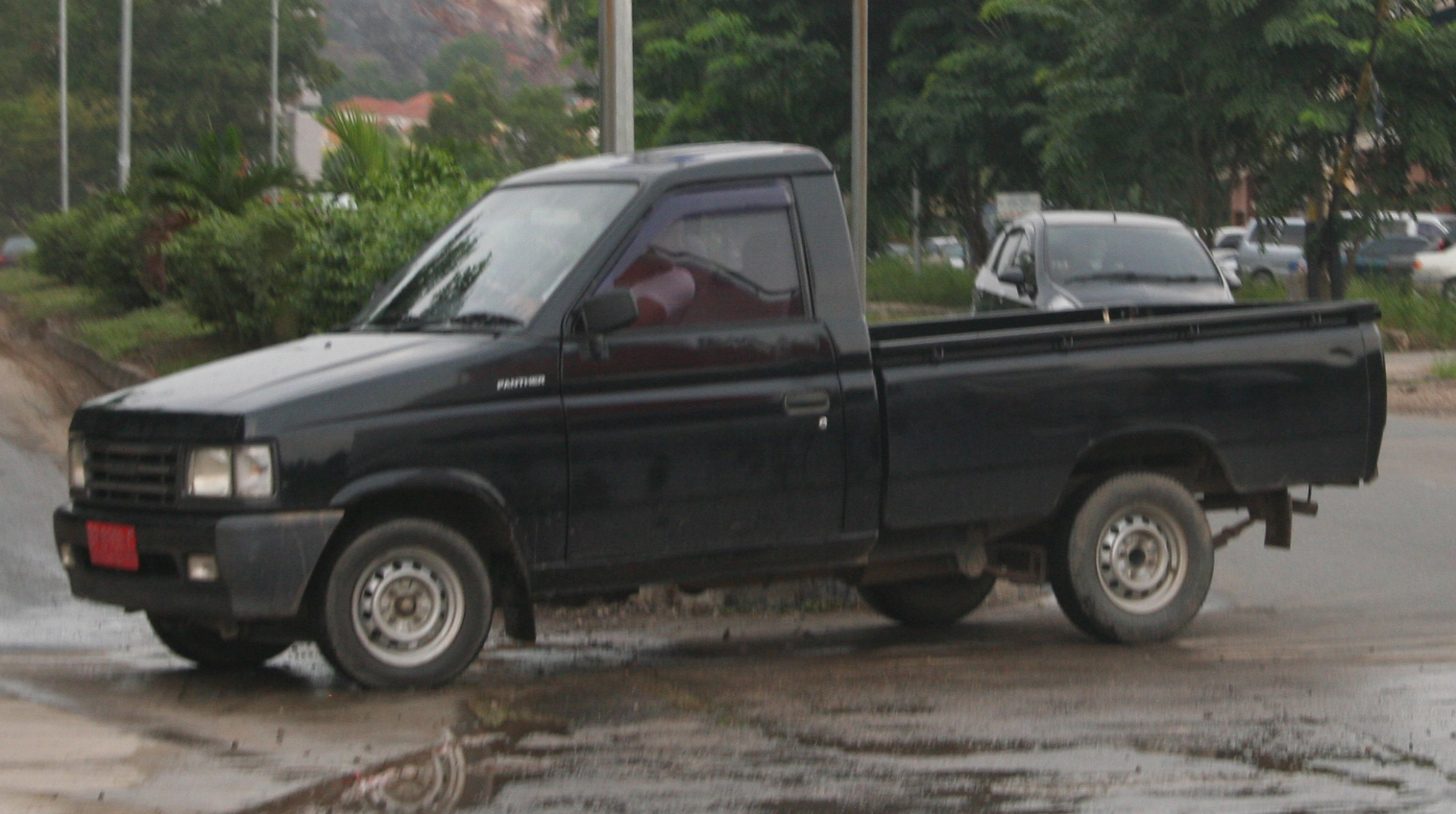
Isuzu Leopard (en) 庆铃豹 1990 - 2005
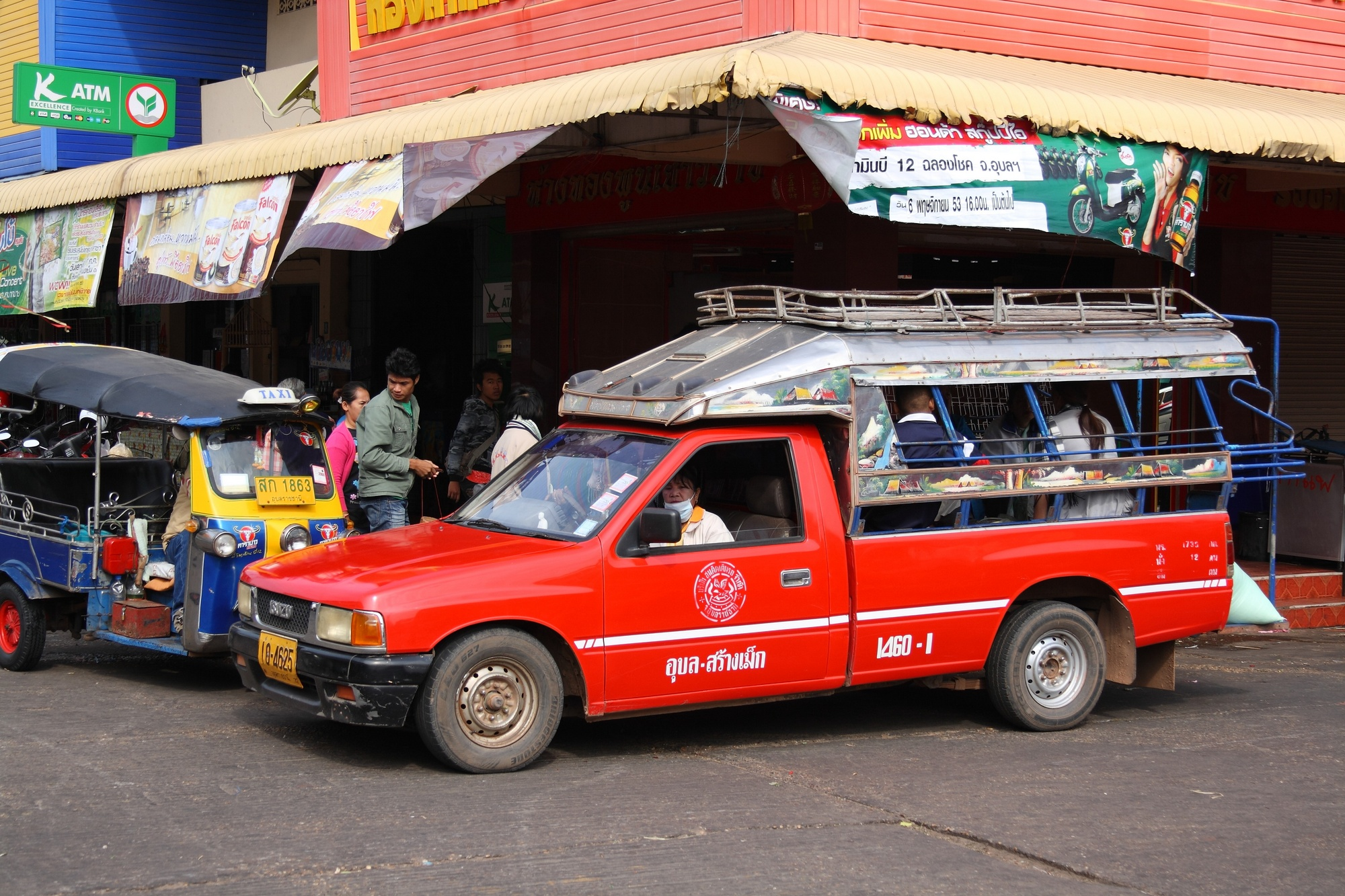
Isuzu Pika 庆铃皮卡 1991 - 1997
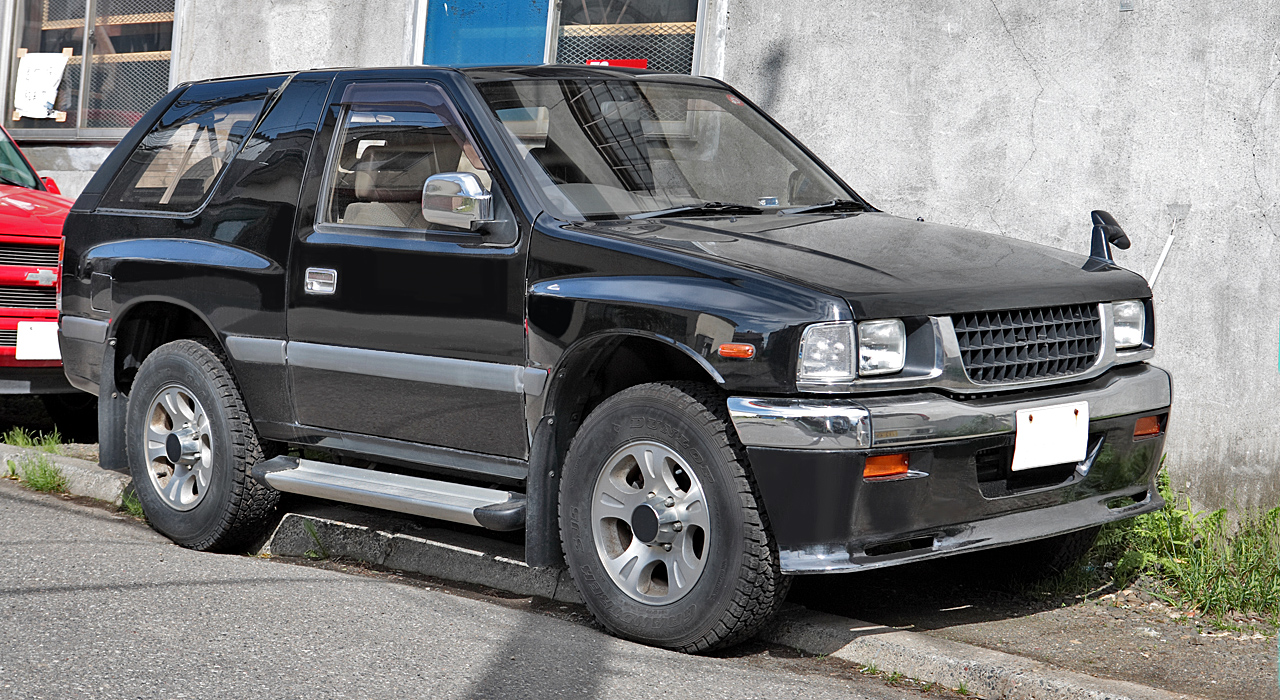
Isuzu Mu 五十铃Mu 1993 - 2003
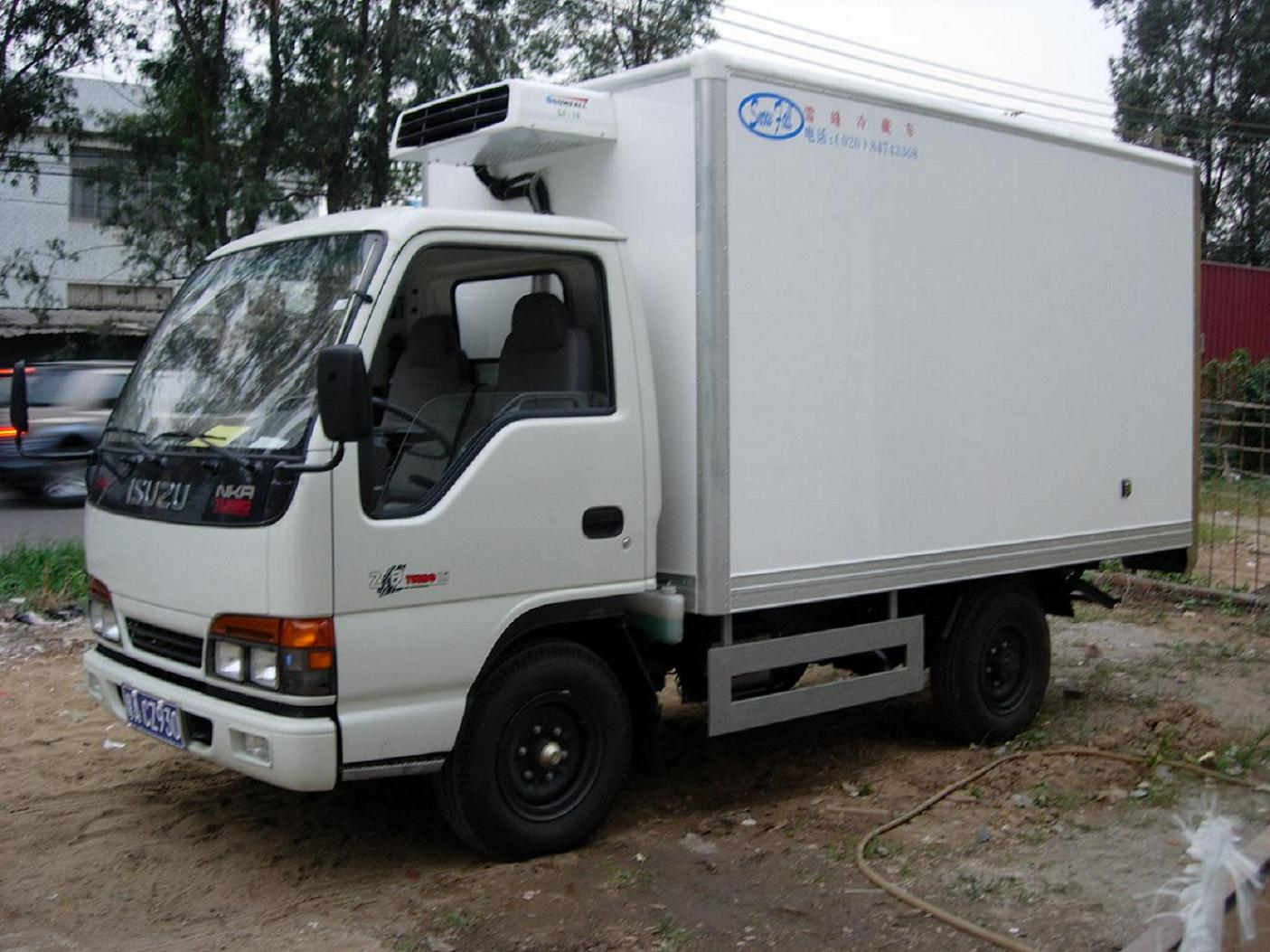
Isuzu Lingqingka 庆铃轻卡 1995 - 2004
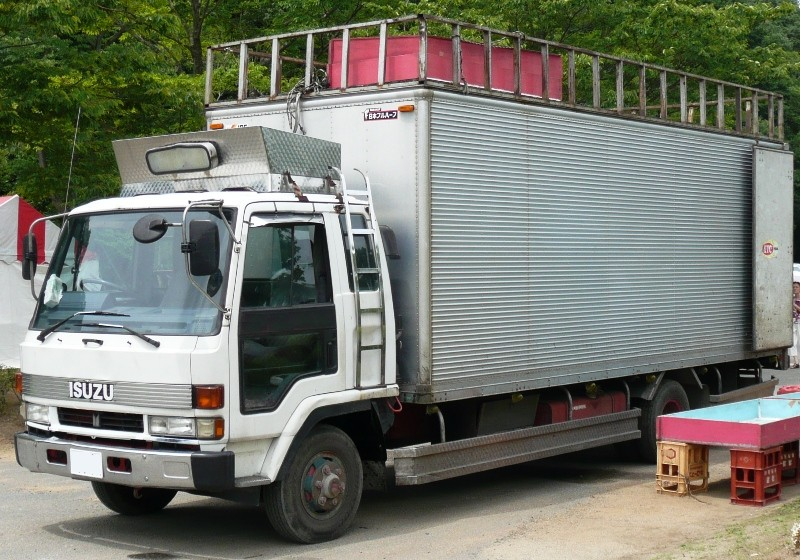
Isuzu F-Serie 庆铃F重型商用车 depuis 1996
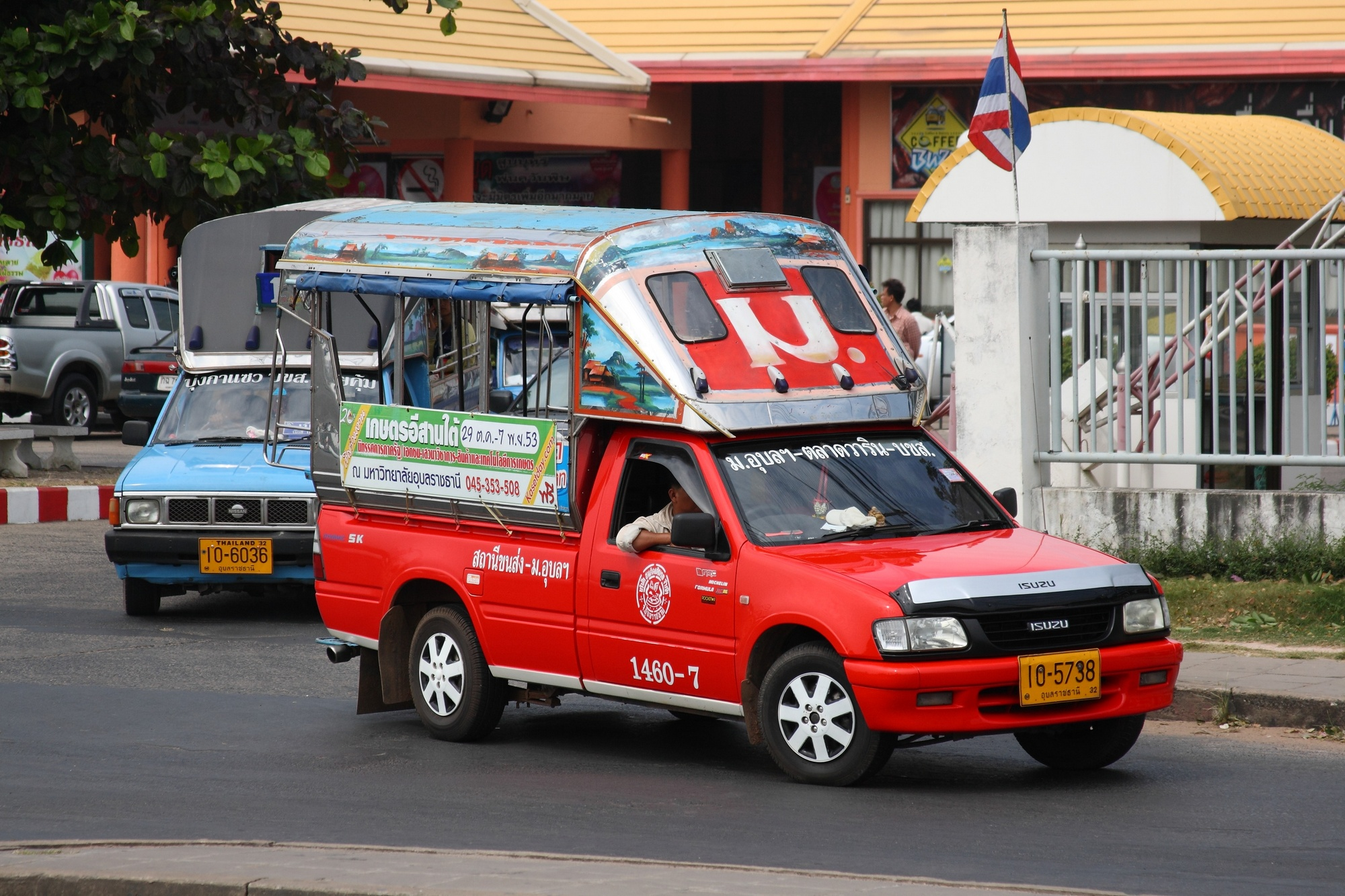
Isuzu Pika 庆铃皮卡 since 1997
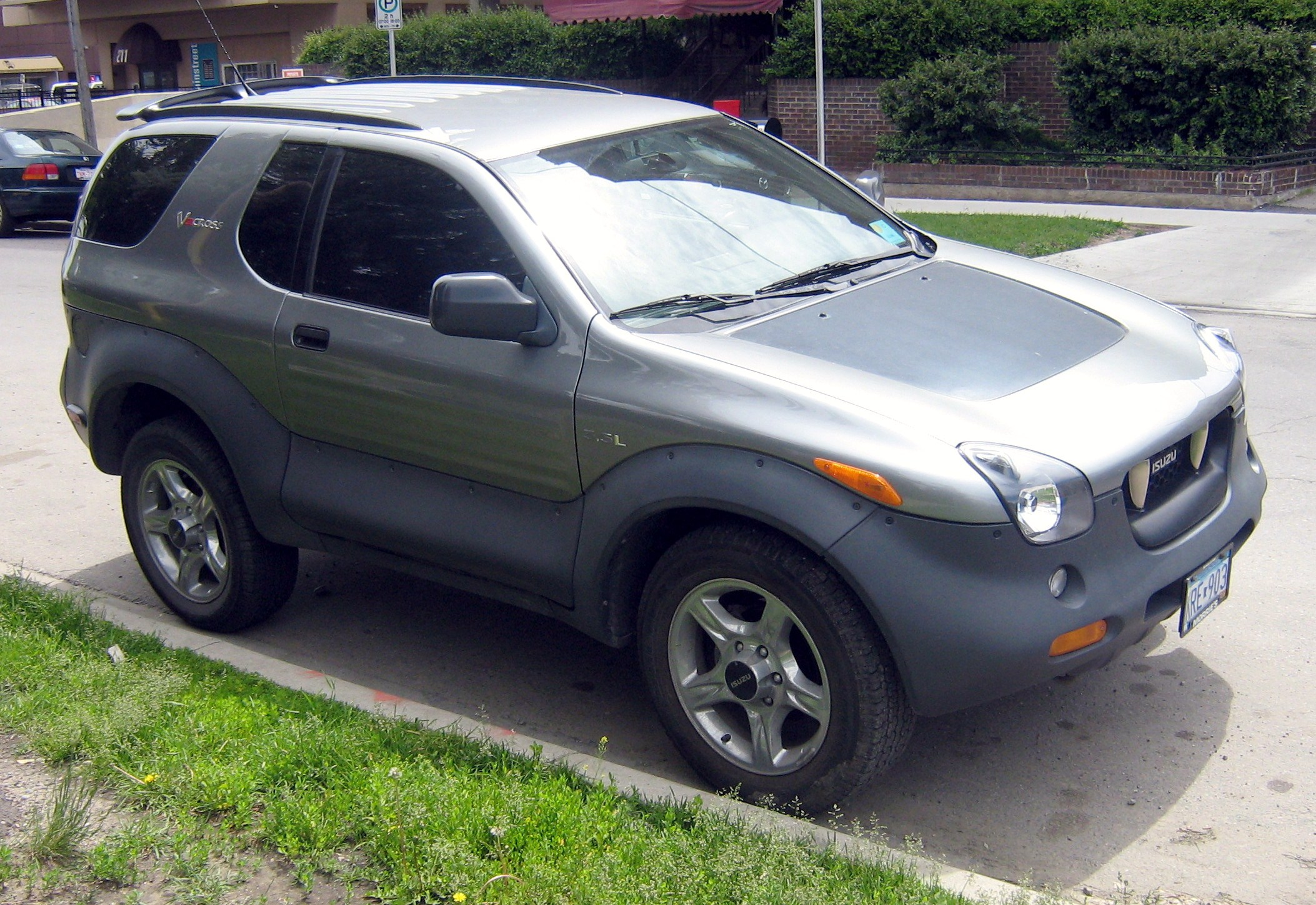
Isuzu Tiejingang 五十铃 铁金刚 1997 - 2001
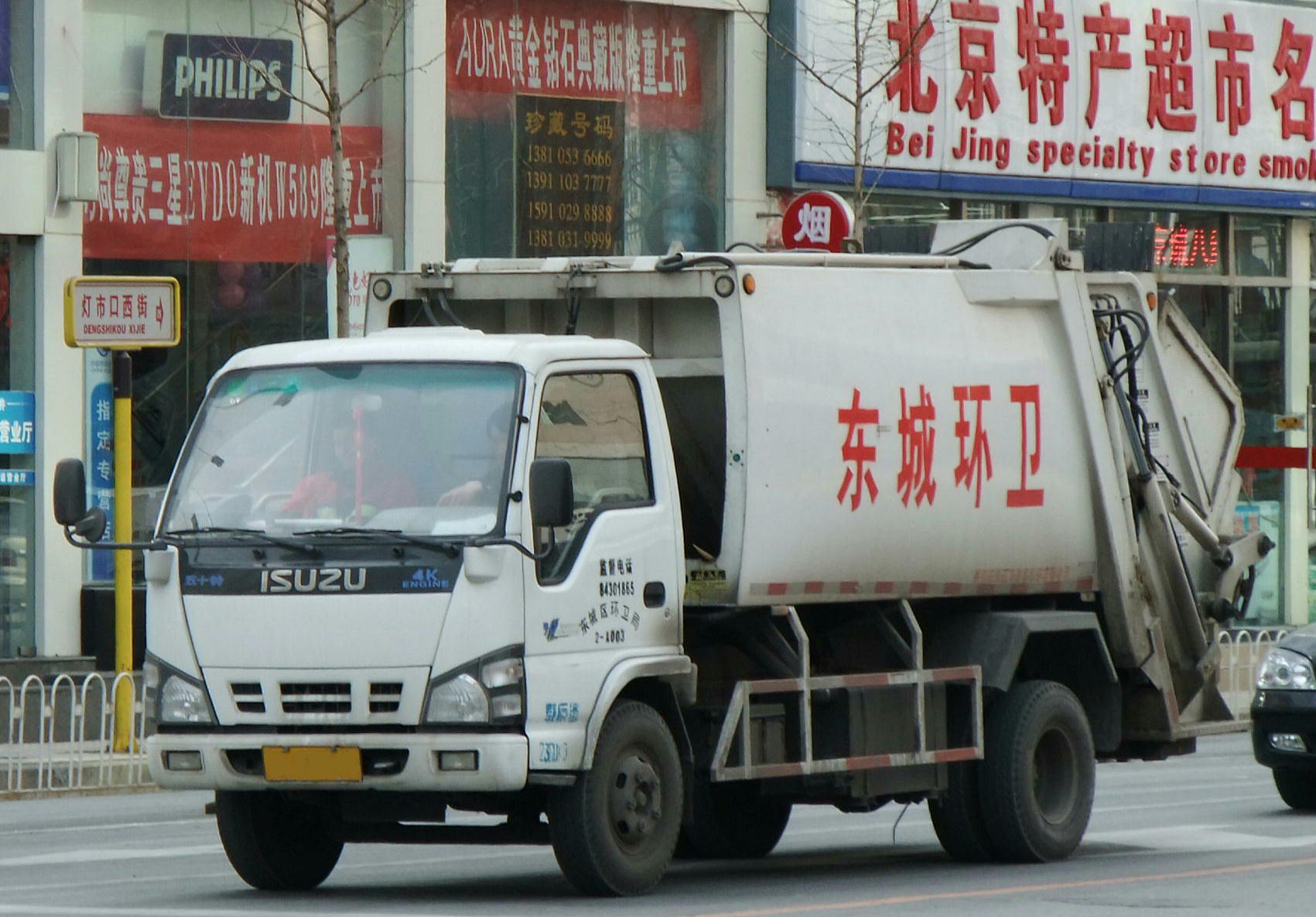
Isuzu Lingqingka 庆铃轻卡 since 2004
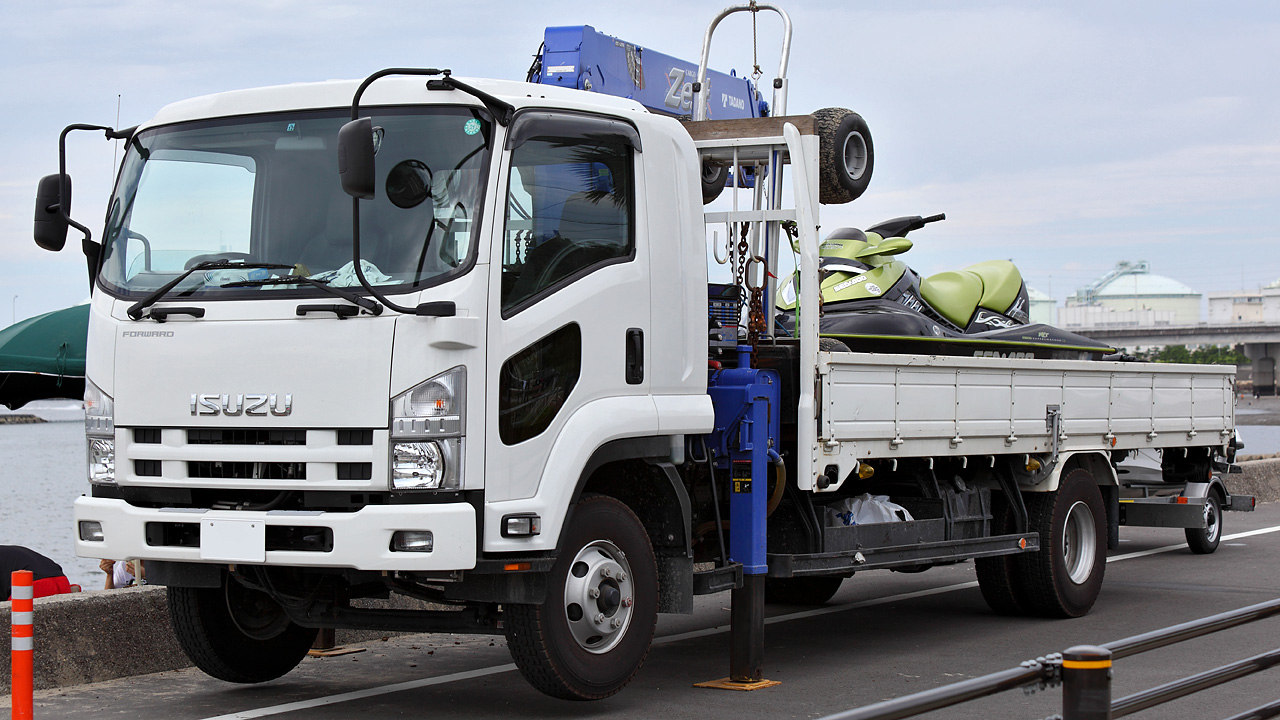
Isuzu 700P 庆铃700P since 2010